# Ceratostylis tjihana
Ceratostylis tjihana är en orkidéart som beskrevs av Johannes Jacobus Smith. Ceratostylis tjihana ingår i släktet Ceratostylis och familjen orkidéer. Inga underarter finns listade i Catalogue of Life.